# 閻閎
閻閎（1491年—？），字尚友，號泉川，山東東昌府臨清州人，軍籍，明朝政治人物。

## 生平
山東鄉試第三十四名舉人。正德十二年（1517年）中式丁丑科會試第三百一名，登第三甲第一百一十七名進士。選翰林院庶吉士。丁忧归，服阙，正德十四年十二月授吏科给事中。嘉靖初以事贬谪云南蒙自县丞，一年后復原官，尋以县丞致仕。嘉靖十年年（1531年）三月起升河南按察司佥事，晋浙江按察司副使，入觐，改贵州提学副使，五疏乞休。

## 家族
曾祖閻昱；祖父閻棠，曾任義官；父閻鎬，曾任訓導。母吳氏；繼母金氏。永感下。弟阎闰。